# Портсмут (Айова)
Портсмут (англ. Portsmouth) — місто (англ. city) в США, в окрузі Шелбі штату Айова. Населення — 182 особи (2020).

## Географія
Портсмут розташований за координатами 41°39′1″ пн. ш. 95°31′10″ зх. д. / 41.65028° пн. ш. 95.51944° зх. д. (41.650287, -95.519494).  За даними Бюро перепису населення США в 2010 році місто мало площу 0,72 км², з яких 0,71 км² — суходіл та 0,00 км² — водойми.

## Демографія
Згідно з переписом 2010 року, у місті мешкало 195 осіб у 94 домогосподарствах у складі 59 родин. Густота населення становила 273 особи/км².  Було 98 помешкань (137/км²).
Расовий склад населення:
| - 98,5 % — білих - 0,5 % — чорних або афроамериканців |

До двох чи більше рас належало 1,0 %. Частка іспаномовних становила 0,0 % від усіх жителів.
За віковим діапазоном населення розподілялося таким чином: 16,9 % — особи молодші 18 років, 56,4 % — особи у віці 18—64 років, 26,7 % — особи у віці 65 років та старші. Медіана віку мешканця становила 51,2 року. На 100 осіб жіночої статі у місті припадало 109,7 чоловіків;  на 100 жінок у віці від 18 років та старших — 105,1 чоловіків також старших 18 років.
Середній дохід на одне домашнє господарство  становив 58 523 долари США (медіана — 46 250), а середній дохід на одну сім'ю — 72 495 доларів (медіана — 56 250). За межею бідності перебувало 9,7 % осіб, у тому числі 37,5 % дітей у віці до 18 років та 3,7 % осіб у віці 65 років та старших.
Цивільне працевлаштоване населення становило 83 особи. Основні галузі зайнятості: роздрібна торгівля — 15,7 %, освіта, охорона здоров'я та соціальна допомога — 14,5 %, сільське господарство, лісництво, риболовля — 14,5 %.